# Tú (álbum)
Tú es el nombre del segundo álbum de estudio del cantautor mexicano Leonel García y el primero bajo su nombre real. Fue lanzado al mercado por Sony Music Latin el 1 de febrero de 2011. Este álbum fue lanzado en CD y DVD. El álbum hizo su debut en la posición número uno en iTunes.

## Lista de canciones

### CD
| Tú  |                                      |          |  |
| N.º | Título                               | Duración |  |
| 1.  | «Eras tú»                            | 3:39     |  |
| 2.  | «Si pero no»                         | 3:53     |  |
| 3.  | «Al frío (Ft. Francisca Valenzuela)» | 3:38     |  |
| 4.  | «Para empezar»                       | 4:18     |  |
| 5.  | «30 años después»                    | 4:40     |  |
| 6.  | «Cumbia libre»                       | 3:05     |  |
| 7.  | «Pero no así»                        | 5:06     |  |
| 8.  | «Por fuera, por dentro»              | 3:58     |  |
| 9.  | «Perdón»                             | 3:29     |  |
| 10. | «Tú (Ft. Leonardo de Lozanne)»       | 3:22     |  |
| 11. | «Roto»                               | 4:18     |  |
| 12. | «Te encontré»                        | 4:25     |  |
| 13. | «Tu mejor amigo»                     | 3:24     |  |

| iTunes Deluxe Version |        |          |  |
| N.º                   | Título | Duración |  |

### Edición  CD/DVD
| Original Tracklisting |                                                  |          |  |
| N.º                   | Título                                           | Duración |  |
| 1.                    | «30 Años Después (Versión Estudio Live)»         | 5:08     |  |
| 2.                    | «Por Fuera, Por Dentro (Versión Estudio - Live)» | 4:29     |  |
| 3.                    | «Te Encontré (Versión Estudio - Live)»           | 4:33     |  |
| 4.                    | «Para Empezar (Versión Estudio - Live)»          | 4:32     |  |
| 5.                    | «Eras Tú (Versión Estudio - Live)»               | 3:55     |  |
| 6.                    | «Tú (Versión Estudio - Live)»                    | 3:54     |  |
| 7.                    | «Cumbia Libre (Versión Estudio - Live)»          | 4:45     |  |
| 8.                    | «Perdón (Versión Estudio - Live)»                | 4:48     |  |
| 9.                    | «Tú (Documental)»                                | 23:50    |  |
| 10.                   | «Eras Tú (Video)»                                | 4:02     |  |

## Personal (banda)
- Arturo Medina - batería, voces, coros, programación,
- Gilberto Pinzón - guitarra eléctrica, coros,
- Juan Manuel Guiza - bajo
- Carlos Sustaita - teclados

- Datos: Q6154638